# Зимнее солнце
«Зи́мнее со́лнце» — песня российской рок-группы Tequilajazzz с альбома 1998 года «Целлулоид». Самая известная песня группы.

## История
Композиция была написана в декабре 1997 года. По словам Евгения Фёдорова: «Эта песня была написана в шутку. Наш хороший друг Серёжа Куприенко, член сборной России по конькобежному спорту, уезжал на Олимпиаду в Нагано. Мы пожелали ему удачи, написали специально к его отъезду песню, а он в результате занял на Олимпиаде седьмое место».
Слова «когда-то, может, будет здесь Олимпиада…» являются иронической отсылкой к несбывшимся планам провести Олимпийские игры в Санкт-Петербурге: Санкт-Петербург (Ленинград) подавал заявки за право проведения зимних Олимпийских игр 1994, и летних игр 2004 года, в каждом из случаев заявка не доходила до финального голосования: в 1986 году отказался от игр незадолго до Сессии МОК, а в 1996 году не вошёл в шорт-лист.

Песня записана буквально за 3-4, может быть 5 минут, как раз это было, по-моему, начало декабря. И мы с радостью с Сашей [Вороновым] вдвоём мы её написали…
Мы с радостью беседовали о том, что нас ждёт в ближайшем будущем, это наши любимые поездки на зимнюю природу, зимние деревни со всеми их развлечениями в виде лыж, коньков и т. д. абсолютно. Правда здесь мы расходимся, потому что я люблю лыжи, а Саша любит коньки, поэтому по его настоянию я вставил в текст про коньки ещё, сначала там про коньки не подразумевалось, поскольку к тому моменту ездить я на них совершенно не умел и ни разу не ездил…

Музыкальное решение было продиктовано… Вернее, это была такая пародия гармоническая на музыку Курта Вайля, по-моему, это слышно, у меня в голове был Курт Вайль. Мы хотели сделать аккорды из Курта Вайля, но с речитативом, не в стиле рэп, конечно, а с такой начиточкой вот.— «Наше Радио», 2003
Песня в начале 1998 года возглавила плэй-листы столичных и питерских радиостанций — это был первый прорыв tequilajazzz на большую аудиторию.
В августе на лейбле «Фили» вышел альбом группы Tequilajazzz «Целлулоид», куда вошла и песня «Зимнее солнце».
3 апреля 1999 года на III церемонии вручения премии журнала Fuzz в ДС «Юбилейный» «Зимнее солнце» было признано лучшей песне прошедшего года.
Песня также прозвучала в телесериале «Тайны следствия», где Фёдоров выступал в качестве композитора.
В 2018 году группа Tequilajazzz организовала запись трибьют-альбома, посвящённого её 25-летию. Рок-музыкант Вячеслав Бутусов для сборника записал версию песни «Зимнее солнце».